# Федерация семей за объединение и мир во всём мире
Федерация семей за объединение и мир во всем мире (др. название — Федерация семей за единство и мир во всём мире, англ. Family Federation for World Peace and Unification) — международная неправительственная организация, созданная с целью продвижения традиционных семейных ценностей, разрешения конфликтов между нациями, религиями и расами путём укрепления института семьи. Основана 1 августа 1996 года по инициативе Мун Сон Мёна. Федерация зарегистрирована в США, странах Европы, Корее, Японии, России, Филиппинах, Таиланде, Бразилии и других странах. В Великобритании Федерация зарегистрирована как благотворительная организация. Наибольшее количество активистов Федерация насчитывает в Корее, Японии и на Филиппинах.

## Концепция
Федерация семей за единство и мир во всем мире занимается просветительской деятельностью, направленной на подготовку молодёжи к браку и поддержку супружеских пар, а также сотрудничает с неправительственными организациями, диаспорами и религиозными группами с целью продвижения традиционных семейных ценностей.
Федерация занимается образовательной деятельностью по профилактике ВИЧ/СПИДа. Утверждает, что раздача презервативов усугубляет положение, являясь предпосылкой для распространения культуры свободного секса. В качестве альтернативы предлагает целомудрие до брака и воздержание от внебрачных половых связей.

## Деятельность

### Азия
В Республике Корея Федерация проводит праздники супружества "Церемонии Благословения" для подтверждения обетов супружеских пар и продвижения ценностей прочного брака. В Казахстане Федерация организует семейные праздники и практические конференции о защите семьи совместно с партнерскими организациями.

### Америка
В Канаде принимает участие в работе Национального межрелигиозного совета. В США в 2000 году Федерация была соорганизатором Марша миллиона семей в поддержку традиционного брака.

### Европа
В Дании Федерация занимается публикациями о ценностях семьи. В Молдове Федерация работает с 1997 года, партнертвует с программой "ООН-Женщины" в мероприятиях по психическому здоровью, сотрудничает с USAID в способствовании межрелигиозному диалогу, получила благодарность Президента Республики за работу, делает публикации о ценностях брака, о медиаобразовании и проводит встречи семейных клубов.

### Россия
В России Федерация проводит встречи и семинары для подготовки к браку и консультирование по вопросам семьи, конференции по ценностям семьи. Организует встречи семей представляющих разные религии и национальности. Занимается поддержанием престижа крепкой традиционной семьи и семейных ценностей, проводит треннинги по лидерству. Организация зарегистрирована в Москве и участвует в социальной повестке дня города. Является участником деловой программы кинофестиваля "В кругу семьи".

### Африка
В Зимбабве Федерация проводит праздники супружества и спонсорствует над образовательными проектами для молодежи. В проектах принимали участие Президент Эммерсон Мнангагва и архиепископ Апостольской церкви Йоханнес Нданга (Johannes Ndanga). В Нигерии участвует в программах межафриканского диалога.

## Критика
С 2022 года Федерация подвергается критике со стороны мирового ЛГБТ сообщества, ряда религиозных деятелей, прокоммунистически направленных организаций и государственных органов Японии за свою деятельность. Подробный анализ и судебная практика рассматриваются агентством Bitter Winter.